# Rumänische Basketballnationalmannschaft der Damen
Die rumänische Basketballnationalmannschaft der Damen vertritt Rumänien bei internationalen Basketballwettbewerben und wird vom rumänischen Basketballverband FRB (rumänisch Federația Română de Baschet) organisiert.
Obwohl Rumänien 1932 zu den Gründungsländern der FIBA Europa gehörte, hat die Nationalmannschaft bei internationalen Wettbewerben noch keine Medaillen gewonnen. Sie erreichte ihre besten Platzierungen 1959 bei ihrer einzigen Teilnahme an einer Weltmeisterschaft, wo sie den sechsten Platz belegte, und in der ersten Hälfte der 1960er Jahre, als sie bei den Europameisterschaften 1962, 1964 und 1966 dreimal hintereinander den vierten Platz belegte.
Als Gastgeber veranstaltete Rumänien die Europameisterschaft 1966 sowie als Co-Gastgeber zusammen mit Ungarn die Europameisterschaft 2015.

## Abschneiden bei internationalen Wettbewerben

### Olympische Spiele
| - keine |

### Weltmeisterschaften
| - 1959 – 6. Platz |

### Europameisterschaften
| - 1950 – 7. Platz - 1952 – 10. Platz - 1956 – 10. Platz - 1960 – 6. Platz - 1962 – 4. Platz - 1964 – 4. Platz - 1966 – 4. Platz - 1968 – 8. Platz | - 1970 – 8. Platz - 1972 – 5. Platz - 1974 – 6. Platz - 1976 – 9. Platz - 1978 – 8. Platz - 1980 – 8. Platz - 1981 – 8. Platz - 1983 – 9. Platz | - 1985 – 9. Platz - 1987 – 11. Platz - 1995 – 9. Platz - 2001 – 12. Platz - 2005 – 12. Platz - 2007 – 13. Platz - 2015 – 19. Platz |

## Kader
Eine Übersicht des Kaders findet sich beispielsweise in der englischsprachigen Fassung dieses Artikels oder auf dem Internetportal eurobasket.com (s. Abschnitt Weblinks).